# Xã Bourbon, Quận Boone, Missouri
Xã Bourbon (tiếng Anh: Bourbon Township) là một xã thuộc quận Boone, tiểu bang Missouri, Hoa Kỳ. Năm 2010, dân số của xã này là 2.729 người.